# PDF/VT
PDF/VT es un estándar internacional publicado por la ISO en agosto de 2010 como ISO 16612-2. Define el uso de PDF como un formato de intercambio optimizado para impresión variable y transaccional. Basado en PDF/X-4, PDF/VT es el primer formato de impresión de datos variables (VDP) que asegura una gestión moderna del color basada en el ICC mediante el uso de «intenciones de salida» (output intents). Añade el concepto de grupos encapsulados de objetos gráficos para admitir el procesamiento eficiente de contenido repetido, como texto, gráficos o imágenes. Con la introducción del concepto de metadatos de partes del documento (DPM), permite la gestión dinámica y fiable de páginas para datos de impresión de alto volumen (HVTO), como la selección de registros o la optimización de franqueo basada en metadatos.

## Compatibilidad
Mientras que PDF/VT-1 siempre consiste en un archivo autocontenido, otras variantes del estándar admiten el uso de contenido gráfico externo (PDF/VT-2), así como la transmisión mediante paquetes MIME multiparte (PDF/VT-2s). Además de servir como máster digital para impresión VDP, puede ser compartido, visualizado y navegado interactivamente por operadores humanos utilizando un lector PDF estándar, aunque la representación completamente precisa requiere un visor conforme con PDF/X-4 o PDF/VT.

## Productos
Varios proveedores anunciaron su soporte para PDF/VT tras la publicación del estándar en 2010. En los años siguientes, otros productos capaces de generar o consumir PDF/VT también llegaron al mercado:
- Productores de PDF/VT: El proveedor PDFlib ofreció soporte en abril de 2011 con PDFlib 8 VT Edition.[8] PrintSoft (ahora Objectif Lune) ofrece desde finales de 2013 el software PReS 6.3.0, también compatible con PDF/VT. XMPie ofrece desde marzo de 2023 motores de composición para escritorio o servidor capaces de generar datos válidos PDF/VT-3.[9]
- Validadores de PDF/VT: Callas Software actualizó su aplicación de verificación pdfToolbox (versión 5) con la opción de comprobar la conformidad con PDF/VT.
- Consumidores de PDF/VT: Adobe actualizó su procesador de imágenes rasterizadas Adobe PDF Print Engine (APPE) para añadir soporte a PDF/VT.[10] APPE está integrado en muchas impresoras de alta velocidad de diversos fabricantes. Global Graphics añadió soporte para PDF/VT en su Harlequin RIP desde la versión 8.2, lanzada en abril de 2010 por Hewlett-Packard en la DFE para la prensa digital Indigo.

La ubicuidad del PDF, así como el hecho de que el propio PDF ahora es un estándar ISO (ISO 32000-1:2008), refuerzan el caso del PDF/VT. Sin embargo, actualmente es difícil predecir qué nivel de adopción tendrá en la industria, a qué velocidad se implementará y cómo se posicionará frente a otros formatos y arquitecturas para impresión de datos variables.
Los requisitos prácticos y beneficios del PDF/VT se explican con mayor detalle, junto con recomendaciones, en una guía de Global Graphics.